# Председнички избори у САД 1984.
Председнички избори у САД 1984. одржани су 6. новембра. Кандидат Републиканске странке био је тадашњи председник Роналд Реган, док је кандидат Демократске странке био Волтер Мондејл, некадашњи потпредседник САД. Републикански кандидат за потпредседника је био Џорџ Х. В. Буш, док је демократски кандидат била Џералдин Фераро, прва жена коју је за потпредседничку функцију предложила једна од две велике политичке странке.
Захваљујући економском опоравку након велике рецесије, Реган је убедљиво победио на изборима. Освојио је 58,8% гласова, победивши у 49 савезних држава, што му је донело 525 гласова у колегијуму изборника. Мондејл је победио у својој родној држави Минесоти (за само 3.761 глас или 0,18%) и у Дистрикту Колумбија. Реган је освојио највише гласова изборника у историји председничких избора. Ниједан председнички кандидат од тада није успео да надмаши његов резултат, ни по проценту освојених гласова ни по броју гласова изборника.

## Главни кандидати
| Lp. | Слика | Име            | Слика | Кандидат за потпредседника | Странка               |
| --- | ----- | -------------- | ----- | -------------------------- | --------------------- |
| 1.  |       | Роналд Реган   |       | Џорџ Х. В. Буш             | Републиканска странка |
| 2.  |       | Волтер Мондејл |       | Џералдин Фераро            | Демократска странка   |

## Остали кандидати
- Гас Хол - Комунистичка странка САД

- Дејвид Бергланд - Либертаријанска странка

## Резултати
| Кандидат         | Странка                 | Гласови    | Гласови | Изборници |
| Кандидат         | Странка                 | Број       | %       | Изборници |
| ---------------- | ----------------------- | ---------- | ------- | --------- |
| Роналд Реган     | Републиканска странка   | 54.455.472 | 58.77%  | 525       |
| Волтер Мондејл   | Демократска странка     | 37.577.352 | 40,56%  | 13        |
| Дејвид Бергланд  | Либертаријанска странка | 228.111    | 0,25%   | 0         |
| остали кандидати |                         | 399.298    | 0,42%   | 0         |
| укупно           |                         | 92.653.233 | 100%    | 538       |